# Sim (The Sims)
 For alternative betydninger, se Sim. (Se også artikler, som begynder med Sim)
Udtrykket sim (Fra ordet Simulation pga. det er det spillene handler om) bruges om de fiktive personer der medvirker i Sims-spillene (The Sims, SimCity, osv.). En simmer har udseende lige som rigtige mennesker, de kan træne deres færdigheder ligesom rigtige mennesker kan, og de har deres helt egen personlighed. Alle simmere bliver lavet af spilleren, der kan vælge at ændre på alt på simmeren som for eksempel hårfarve, tøj, make-up, ansigstformen, personlighed, stjernetegn, kropsbygning, navn og stræben. Sims har ændret sig meget siden fra The Sims til The Sims 2, da The Sims 1 var mere simpel og ikke så detaljeret som The Sims 2.sim er også navnet på en række videosimulationsspil lavet af maxis.spillene blev lavet fra 1989 til 2009 og er følgende:
- SimEarth
- SimAnt
- SimLife
- SimFarm
- SimRefinery
- SimTower
- SimCopter
- Streets of SimCity
- SimHealth
- SimIsle
- SimTown
- SimPark
- SimGolf
- SimTunes
- SimSafari
- SimTheme Park (Theme Park World i Europa)
- SimCoaster (Theme Park Inc. i Europa)
- Sid Meier's SimGolf
- SimAnimals
- Simmars (aflyst)
- Simsville (aflyst)

| computerspil | Spire Denne computerspilsrelaterede artikel er en spire som bør udbygges. Du er velkommen til at hjælpe Wikipedia ved at udvide den. |